# Atenció a la diversitat
En el món educatiu, l'atenció a la diversitat consisteix a organitzar els elements escolars i curriculars ordinaris perquè facilitin l'aprenentatge de tots els alumnes creant criteris generals per poder ensenyar a tothom, portant a terme uns processos de formació segons les agrupacions escolars.
Aquestes agrupacions escolars afavoreixen la socialització dels alumnes i ens permet formar uns grups plurals. Per poder fer aquestes agrupacions el mestre ha de partir de la situació inicial de cada alumne amb concordança amb els objectius que el mestre vol aconseguir, el mestre haurà de respectar el ritme de cada alumne de manera que treballin tots alhora, aquestes agrupacions escolars es han de situar com a punt de partida si es vol atendre a la diversitat dels alumnes. Per poder arribar a treballar de manera individualitzada el grup s'ha d'anar reduint fins a arribar a la màxima homogeneïtzació. Aquesta manera d'agrupar per nivells de deficiències permet més eficàcia en la realització dels objectius, l'inconvenient que pot tenir és que dificulta més la integració d'aquests nens amb dificultats educatives especials respecte als altres. Precisament per evitar aquestes dificultats d'integració, és que s'ha de treballar dins del marc de l'educació inclusiva
Les necessitats educatives especials treballen d'acord amb el reial decret que regula l'educació infantil.